# Vernon Fiddler
Vernon Fiddler, dit Vern Fiddler, (né le 9 mai 1980 à Edmonton situé dans la province de l'Alberta au Canada) est un joueur professionnel canadien de hockey sur glace évoluant au poste de centre.

## Biographie
Vernon Fiddler commence sa carrière junior en jouant pour les Rockets de Kelowna à ses trois premières saisons puis les Tigers de Medicine Hat à sa dernière saison junior. Non repêché dans la Ligue nationale de hockey, il fait ses débuts professionnels à la fin de la saison 2000-2001 avec les RiverBlades de l'Arkansas de l'ECHL.
Il signe en mai 2002 avec les Predators de Nashville de la LNH. Il fait ses débuts dans l'organisation des Predators en 2002-2003 en jouant pour les Admirals de Milwaukee, franchise affiliée aux Predators dans la Ligue américaine de hockey puis fait ses débuts avec les Preds cette saison même. Il parvient à se faire un poste permanent avec l'équipe lors de la saison 2006-2007.
En 2009, il change d'équipe en jouant pour les Coyotes de Phoenix. Le 12 novembre 2010, il réalise son premier coup du chapeau (trois buts en un match) contre les Flames de Calgary pour permettre à son équipe de remporter le match 5-4. Le 1er juillet 2011, il signe pour trois saisons avec les Stars de Dallas.
Il est métis.

## Statistiques
| Saison     | Équipe                    | Ligue      |     | Saison régulière | Saison régulière | Saison régulière | Saison régulière | Saison régulière |   | Séries éliminatoires | Séries éliminatoires | Séries éliminatoires | Séries éliminatoires | Séries éliminatoires |
| Saison     | Équipe                    | Ligue      | PJ  | B                | A                | Pts              | Pun              | PJ               | B | A                    | Pts                  | Pun                  |                      |                      |
| 1997-1998  | Rockets de Kelowna        | LHOu       | 65  | 10               | 11               | 21               | 31               | 7                | 0 | 1                    | 1                    | 4                    |                      |                      |
| 1998-1999  | Rockets de Kelowna        | LHOu       | 68  | 22               | 21               | 43               | 82               | 6                | 2 | 0                    | 2                    | 8                    |                      |                      |
| 1999-2000  | Rockets de Kelowna        | LHOu       | 64  | 20               | 28               | 48               | 60               | 5                | 1 | 3                    | 4                    | 4                    |                      |                      |
| 2000-2001  | Rockets de Kelowna        | LHOu       | 3   | 0                | 2                | 2                | 0                | -                | - | -                    | -                    | -                    |                      |                      |
| 2000-2001  | Tigers de Medicine Hat    | LHOu       | 67  | 33               | 38               | 71               | 100              | -                | - | -                    | -                    | -                    |                      |                      |
| 2000-2001  | RiverBlades de l'Arkansas | ECHL       | 3   | 0                | 1                | 1                | 2                | 5                | 3 | 0                    | 3                    | 5                    |                      |                      |
| 2001-2002  | Express de Roanoke        | ECHL       | 44  | 27               | 28               | 55               | 71               | -                | - | -                    | -                    | -                    |                      |                      |
| 2001-2002  | Admirals de Norfolk       | LAH        | 38  | 8                | 5                | 13               | 28               | 4                | 1 | 3                    | 4                    | 2                    |                      |                      |
| 2002-2003  | Admirals de Milwaukee     | LAH        | 54  | 8                | 16               | 24               | 70               | 6                | 1 | 2                    | 3                    | 14                   |                      |                      |
| 2002-2003  | Predators de Nashville    | LNH        | 19  | 4                | 2                | 6                | 14               | -                | - | -                    | -                    | -                    |                      |                      |
| 2003-2004  | Predators de Nashville    | LNH        | 17  | 0                | 0                | 0                | 23               | -                | - | -                    | -                    | -                    |                      |                      |
| 2003-2004  | Admirals de Milwaukee     | LAH        | 47  | 9                | 15               | 24               | 72               | 22               | 5 | 3                    | 8                    | 36                   |                      |                      |
| 2004-2005  | Admirals de Milwaukee     | LAH        | 73  | 20               | 22               | 42               | 70               | 7                | 0 | 0                    | 0                    | 18                   |                      |                      |
| 2005-2006  | Predators de Nashville    | LNH        | 40  | 8                | 4                | 12               | 42               | 2                | 0 | 1                    | 1                    | 0                    |                      |                      |
| 2005-2006  | Admirals de Milwaukee     | LAH        | 11  | 1                | 6                | 7                | 20               | -                | - | -                    | -                    | -                    |                      |                      |
| 2006-2007  | Predators de Nashville    | LNH        | 72  | 11               | 15               | 26               | 40               | 5                | 1 | 1                    | 2                    | 4                    |                      |                      |
| 2007-2008  | Predators de Nashville    | LNH        | 79  | 11               | 21               | 32               | 47               | 6                | 0 | 0                    | 0                    | 0                    |                      |                      |
| 2008-2009  | Predators de Nashville    | LNH        | 78  | 11               | 6                | 17               | 24               | -                | - | -                    | -                    | -                    |                      |                      |
| 2009-2010  | Coyotes de Phoenix        | LNH        | 76  | 8                | 22               | 30               | 46               | 6                | 1 | 1                    | 2                    | 14                   |                      |                      |
| 2010-2011  | Coyotes de Phoenix        | LNH        | 71  | 6                | 16               | 22               | 46               | 4                | 0 | 0                    | 0                    | 0                    |                      |                      |
| 2011-2012  | Stars de Dallas           | LNH        | 82  | 8                | 13               | 21               | 60               | -                | - | -                    | -                    | -                    |                      |                      |
| 2012-2013  | Stars de Dallas           | LNH        | 46  | 4                | 13               | 17               | 48               | -                | - | -                    | -                    | -                    |                      |                      |
| 2013-2014  | Stars de Dallas           | LNH        | 76  | 6                | 17               | 23               | 37               | 6                | 1 | 2                    | 3                    | 24                   |                      |                      |
| 2014-2015  | Stars de Dallas           | LNH        | 80  | 13               | 16               | 29               | 34               | -                | - | -                    | -                    | -                    |                      |                      |
| 2015-2016  | Stars de Dallas           | LNH        | 82  | 12               | 10               | 22               | 31               | 13               | 1 | 2                    | 3                    | 8                    |                      |                      |
| 2016-2017  | Devils du New Jersey      | LNH        | 39  | 1                | 2                | 3                | 29               | -                | - | -                    | -                    | -                    |                      |                      |
| 2016-2017  | Predators de Nashville    | LNH        | 20  | 1                | 0                | 1                | 37               | 9                | 1 | 1                    | 2                    | 25                   |                      |                      |
| Totaux LNH | Totaux LNH                | Totaux LNH | 877 | 104              | 157              | 261              | 558              | 51               | 5 | 8                    | 13                   | 75                   |                      |                      |